# 3A busz (Szombathely)
A szombathelyi 3A jelzésű autóbusz a Vasútállomás és az Oladi városrész, autóbusz-váróterem megállóhelyek között közlekedett gyorsjáratként, a 30Y busz betétjárataként. A vonalat a Volánbusz üzemeltette.

## Története
2009-ig a városháza érintésével közlekedett, sűrűbben, majd megszüntették több másik járattal együtt. 2013-ban a Közgyűlésen az Oladi ÁMK kérésére tervbe vették újraindítását, majd a tervet elfogadták, így 2013. szeptember 1-től újraindult a Berzsenyi Könyvtár érintésével.

## Útvonala
| Oladi városrész, autóbusz-váróterem felé | Vasútállomás felé |
| --- | --- |
| Vasútállomás vá. – Szelestey László utca – (Vörösmarty Mihály utca – Szent Márton utca – Thököly Imre utca – Kiskar utca – Hollán Ernő utca – Sörház utca –) Petőfi Sándor utca – Rohonci út – Bem József utca – Váci Mihály utca – Kodály Zoltán utca – Kassák Lajos utca – Faludi Ferenc utca – Oladi városrész, autóbusz-váróterem vá. | Oladi városrész, autóbusz-váróterem vá. – Faludi Ferenc utca – Dolgozók útja – Rohonci út – Petőfi Sándor utca – (Sörház utca – Hollán Ernő utca – Kiskar utca – Thököly Imre utca – Szent Márton utca – Vörösmarty Mihály utca –) Széll Kálmán utca – Vasútállomás vá. |

## Megállóhelyei
| 3A (Vasútállomás – Oladi városrész, autóbusz-váróterem) | 3A (Vasútállomás – Oladi városrész, autóbusz-váróterem) | 3A (Vasútállomás – Oladi városrész, autóbusz-váróterem)     | 3A (Vasútállomás – Oladi városrész, autóbusz-váróterem) | 3A (Vasútállomás – Oladi városrész, autóbusz-váróterem) | 3A (Vasútállomás – Oladi városrész, autóbusz-váróterem)               | 3A (Vasútállomás – Oladi városrész, autóbusz-váróterem)                                        | 3A (Vasútállomás – Oladi városrész, autóbusz-váróterem) |
| Perc (↓)                                                | Perc (↓)                                                | Megállóhely                                                 | Perc (↑)                                                | Perc (↑)                                                | Átszállási kapcsolatok                                                | Átszállási kapcsolatok                                                                         |                                                         |
| Perc (↓)                                                | Perc (↓)                                                | Megállóhely                                                 | Perc (↑)                                                | Perc (↑)                                                | az első megszűnésekor (2009)                                          | a második megszűnésekor (2021)                                                                 |                                                         |
| ------------------------------------------------------- | ------------------------------------------------------- | ----------------------------------------------------------- | ------------------------------------------------------- | ------------------------------------------------------- | --------------------------------------------------------------------- | ---------------------------------------------------------------------------------------------- | ------------------------------------------------------- |
| 0                                                       | 0                                                       | Vasútállomás végállomás                                     | 14                                                      | 15                                                      | 1, 1A, 1C, 1U, 2A, 2C, 5, 6, 7, 7A, 7C, 8, 21, 25, 26, 27 Szombathely | 2A, 2C, 5H, 6, 6A, 7, 8, 9H, 10H, 12, 12B, 21, 21A, 21B, 26, 27, 29A, 29C, 30Y, 35 Szombathely |                                                         |
| 4                                                       |                                                         | Városháza                                                   | 10                                                      |                                                         | 1, 1A, 6, 7A, 7C, 8, 9, 26, 27                                        | Nem érintette                                                                                  |                                                         |
| 7                                                       | Autóbusz-állomás (Sörház utca)                          | 8                                                           | 8, 9, 22, 23, 27                                        |                                                         |                                                                       | Nem érintette                                                                                  |                                                         |
|                                                         | 4                                                       | Berzsenyi Könyvtár                                          |                                                         | 10                                                      | Nem érintette                                                         | 1C, 22, 25                                                                                     |                                                         |
| 6                                                       | Autóbusz-állomás (Petőfi utca)                          | 8                                                           | 1U, 4H, 5H, 7H, 8, 9, 9H, 10H, 23, 27, 30Y, 35          |                                                         | Nem érintette                                                         |                                                                                                |                                                         |
| 10                                                      | 9                                                       | Órásház                                                     | 5                                                       | 6                                                       | 2A, 2C, 5, 9                                                          | 2A, 2C, 4H, 5H, 9, 10H, 22, 29A, 29C, 30Y, 35                                                  |                                                         |
| 12                                                      | 12                                                      | Oladi iskolák korábban Oladi Művelődési és Oktatási Központ | ∫                                                       | ∫                                                       |                                                                       | 25                                                                                             |                                                         |
| ∫                                                       | ∫                                                       | Árkádia bevásárlóközpont                                    | 2                                                       | 3                                                       |                                                                       |                                                                                                |                                                         |
| 13                                                      |                                                         | Nagy László utca                                            | ∫                                                       |                                                         |                                                                       | Nem érintette                                                                                  |                                                         |
| 15                                                      | 15                                                      | Oladi városrész, autóbusz-váróterem végállomás              | 0                                                       | 0                                                       |                                                                       | 5, 30Y, 35                                                                                     |                                                         |